# Sarkis Andrejewitsch Saltykow
Sarkis Andrejewitsch Saltykow, auch Sarkis Andrejewitsch Saltikjan (armenisch Սարգիս Անդրեասի Սալտիքյան, russisch Саркис Андреевич Салтыков(Салтикян); * 28. Augustjul. / 10. September 1905greg. in Tschaltyr; † 1983), war ein armenisch-russischer Metallurg und Hochschullehrer.

## Leben
Saltykow war Sohn einer armenischen Familie. Er begann 1930 seine Berufslaufbahn in der Landmaschinenfabrik Rostselmasch in Rostow am Don. Er untersuchte theoretisch und experimentell Stähle und entwickelte neue Legierungen. Er wurde ein anerkannter Spezialist der Wärmebehandlung von Stählen und Gusseisen. Bis zum Beginn des Deutsch-Sowjetischen Krieges 1941 veröffentlichte er mehr als 50 Fachaufsätze.
1937 begann Saltykow die räumliche Verteilung der Gefügebestandteile in Legierungen systematisch zu untersuchen. Diese Untersuchungen erweiterte er dann in Jerewan. 1950 gab die Armenische Akademie der Wissenschaften Saltykows Monografie Einführung in die stereometrische Metallografie heraus. Damit war ein Grundstein für die neue Wissenschaft der Stereologie gelegt.

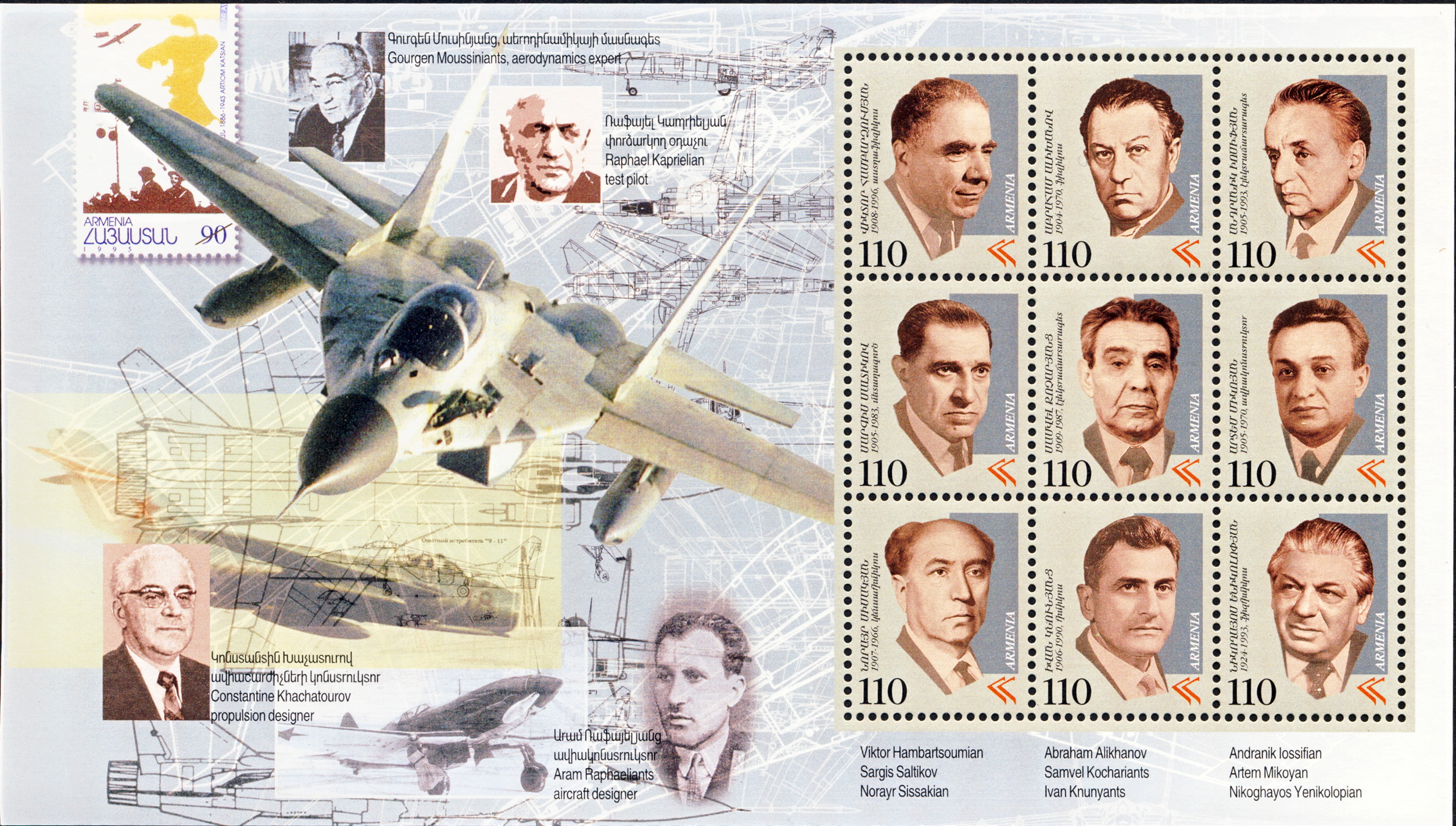
Hambardsumjan, Alichanow, Iossifjan, Saltykow, Kotscharjanz, Mikojan, Sissakjan, Knunjanz und Jenikolopow auf einer armenischen Briefmarke (2000)

1953 wurde Saltykow Dozent am Polytechnischen K. Marx-Institut Jerewan. 1961 gründete sich die International Society for Stereology. 1976 erschien Saltykows Lehrbuch der Stereometrischen Metallografie.

## Ehrungen
- Verdienter Wissenschaftler und Techniker der Armenischen SSR
- Ehrenmitglied der Armenischen Akademie der Wissenschaften (1965)
- Staatspreis der Armenischen SSR (1974)